# Opius aberrantipennis
Opius aberrantipennis är en stekelart som beskrevs av Fischer 1969. Opius aberrantipennis ingår i släktet Opius och familjen bracksteklar. Inga underarter finns listade i Catalogue of Life.